# Sidi Zid-Ouled Moulahem
Sidi Zid-Ouled Moulahem (àrab: سيدي زيد-أولاد مولاهم, Sīdī Zīd-Ūlād Mūlāhim) és un municipi tunisià de la governació de Mahdia, a la regió del Sahel tunisià.

## Administració
Els llocs de Sidi Zid i d'Ouled Moulahem formen la municipalitat o baladiyya de Sidi Zid-Ouled Moulahem, amb codi geogràfic 33 25 (ISO 3166-2:TN-12). La municipalitat fou creada per un decret del 26 de maig de 2016, al mateix temps que les municipalitats d'El Hekaima, Talalsa i Zalba, totes a la governació de Mahdia.
Inclou cinc sectors o imades de la delegació o mutamadiyya de Souassi (codi geogràfic 33 56):
- Sidi Zid (33 56 54)
- Ez-Zairat (33 56 58)
- Ouled Moulahem Nord (33 56 59)
- Ouled Moulahem Ouest (33 56 60)
- Ech-Chahimet Sud (33 56 61)